# 檸檬筆螺
檸檬筆螺（学名：Strigatella impressa）为筆螺科焰筆螺屬下的一个种。本物種未有紀錄於WoRMS。

## 外部連結
- 維基物種上的相關：檸檬筆螺